# DICT
DICT è protocollo di comunicazione creato dal DICT Development Group. Descritto nell'RFC 2229, permette di accedere a definizioni di dizionario tramite TCP.
Tra i dizionari liberamente consultabili figurano Wordnet, l'Easton Bible Dictionary, il Free On-line Dictionary of Computing, il CIA World Factbook (del 2002), il Jargon File ed il Dizionario del Diavolo.